# 猿島
猿島（さるしま）は、神奈川県横須賀市沖に所在する無人島。「東京湾で自然林のある最大の無人島」とする文献と、「東京湾唯一の自然島」とする文献の両方がある。前者は東京湾に猿島以外にも自然島があることを示唆するかのような表現だが、逆に後者は、これが正しければ東京湾には猿島以外に自然島が存在しないということになる。1995年に国から横須賀市へ移管され、横須賀市が猿島公園として観光などに活用している。

## 地勢
- 面積 約0.055 km2
- 周囲 約1.6 km[1]
- 標高 最高39.3m
- 横須賀市平成町より北東へ約1.15 km、三笠公園（戦艦三笠保存地）東方約1.75 km 沖合。

## 概要
京急本線横須賀中央駅から徒歩15分の三笠ターミナルで船に乗り、10分程度で着く。海水浴、バーベキュー、釣り、散策などのレジャーに適する無人の自然島。
島からは縄文時代の土器や弥生時代の土器・人骨が出土し、日蓮にまつわる伝説が残るなど、古くから人々に親しまれている。
かつては島全体が春日神社（十嶋大明神）の境内地だった。
幕末から第二次世界大戦前にかけては、東京湾の首都防衛拠点となる。幕末の1847年に江戸幕府により国内初の砲台の台場が築造され、明治時代に入ると陸軍省・海軍省の所管となり、1881年に陸軍が東京湾要塞を建設、猿島砲台が築造された。本施設が実戦に用いられたことはないが、島内の岩壁を掘って煉瓦で覆われた要塞跡は現在も残り、日本国では数少ないフランドル積みが見られる。使用された煉瓦は愛知県の東洋組士族就産所で製造された。国の史跡に指定されている。当時の煉瓦は素材や焼成温度が均一でなかったため、結果として色とりどりの煉瓦が積まれて現代に残り、観光客に人気がある。なお、砲台は2000年に「猿島要塞」として土木学会選奨土木遺産に指定される。
第二次世界大戦後は1961年まで、日本を占領して横須賀軍港を使用したアメリカ合衆国に接収された。その間にも1947年に渡船の運航が開始、1957年には海水浴場が開かれる。その後、1993年に海水浴場は閉鎖、航路も廃止されて、立ち入り禁止とされる。
1995年、横須賀市が大蔵省（現：財務省）から管理を受託。散策路等を整備し、航路を復活させた。翌1996年には海水浴場も再開された。2003年、横須賀市が国から猿島の無償譲与を受け、「猿島公園」として整備した。
アニメ映画『天空の城ラピュタ』を連想させるとして人気を集めており、『仮面ライダー』のロケーション撮影ではゲルショッカーの基地があると設定されたことでも知られている。2013年度の入島者は約11万人と2003年度の1.7倍に増えており、2015年に「国史跡」に指定を受ける。横須賀市では2015年4月から入園料を徴収している。
有料化されても人気は続いており、2017年の入島者は約18万人へ増えた。
2019年夏、ドローンによる食材配送サービスが期間限定で運用される。
2020年には、新型コロナウイルス感染症の拡大に伴い海水浴場が閉鎖。これ以降、海岸の侵食が顕著になったことも加わり、2024年時点においても海水浴場の開設は見送られている。

## 交通
- 三笠桟橋（三笠公園内）よりトライアングル（運行事業者）の船で10分。船は、3月から11月までは毎日運航、12月から2月までは土日祝日のみ運航。往復運賃は入島料込みで大人2000円、中学生1750円、小学生1000円で横須賀市民には割引がある[1]。
  - 三笠桟橋まで、京急横須賀中央駅より徒歩15分[1]、JR東日本横須賀駅より徒歩30分。
- 防衛省防衛大学校の短艇委員会（課外活動であるが、校長直属であるため、規則により「委員会」となっている）が、トレーニングのために走水練習場から短艇で漕ぎ着けてくることがある[10]。

人が搭乗することはできないが、猿島の行楽客から注文を受けた飲食品や紙皿などをドローンで配達する実験を、西友と楽天が2019年7月に開始する計画を公表している。

## 舞台となった作品
☆発表・出版年順。

### テレビ映画
※16ミリフィルム作品。
- キイハンター 第5話「必殺の瞬間」（1968年） - 風間洋介（千葉真一）が島中を駆け巡り、複数の敵と戦うシーン。
- 怪奇大作戦 第15話「24年目の復讐」（1968年）
- 仮面ライダー（1971年） - ショッカー・ゲルショッカーの秘密基地
- 大都会 PARTIII 第22話「横須賀ストーリー」（1979年）
- 西部警察「特ダネの罠」（1980年）
- 西部警察 PART-III「刑事無情」「ターゲットX ・鳩村刑事絶体絶命」（1984年）
- 少女コマンドーIZUMI 第15話「セーラー服戦士の伝説」（1988年）

### 映画
- 蘇える金狼（1979年） - 中盤アクションシーン。
- ドグラ・マグラ（1988年） - 主人公・一郎（松田洋治）と若林博士（室田日出男）が話し合うシーン。
- 赤と黒の熱情（1992年） - ラストシーン。

### アニメ・音楽
- 天空の城ラピュタ（1986年） - 風景の元といわれる[1]。
- 聖なる交差点（2023年） - CDジャケット写真。

### 書籍
- 猿島の七日間（1989年） - 彦一彦の冒険小説。
- 猿島館の殺人（1990年） - 折原一の長編小説。
- あやしい探検隊 不思議島へ行く（1993年） - 椎名誠の冒険エッセイ。

### テレビドラマ
- 探偵学園Q（2003年） - 赤レンガのトンネル。
- 仮面ライダー剣（2004年） - 2話のロケ地。プラントアンデッド（カテゴリーハート7）が現れた要塞。
- ケータイ刑事 銭形雷（2006年） -25話、26話
- そして誰もいなくなった（2017年） - 兵隊島。
- 君と世界が終わる日に（2021年） - 「猿ノ島」という名称で登場（遠景のみ）。

## ギャラリー

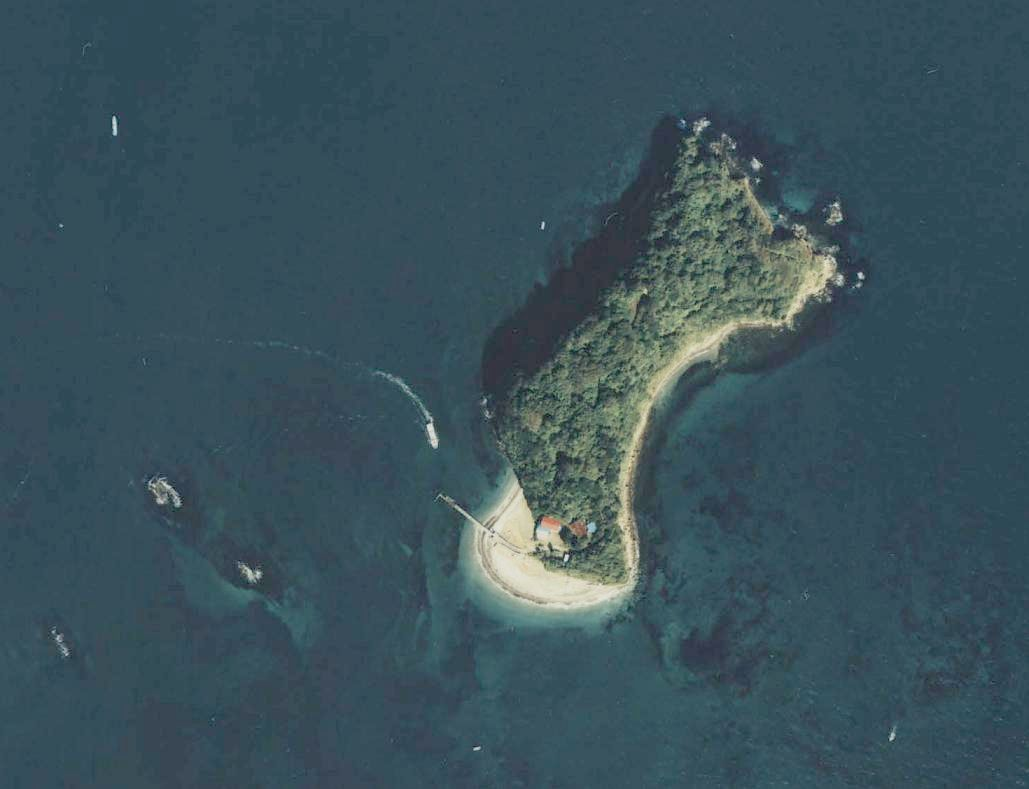
猿島（国土交通省 国土地理院 地図・空中写真閲覧サービスの空中写真を基に作成）
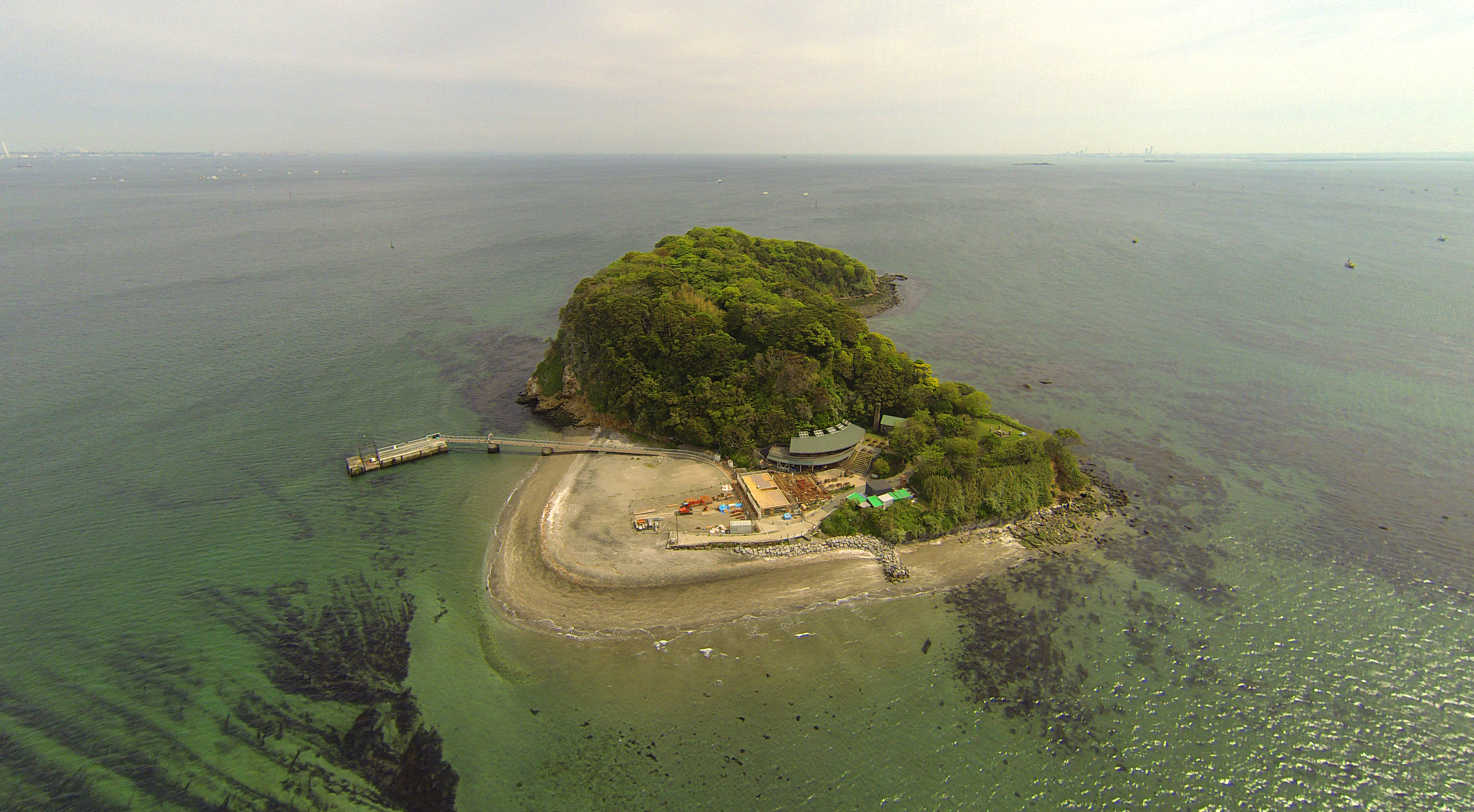
うみかぜ公園から1.1 km 猿島上空から
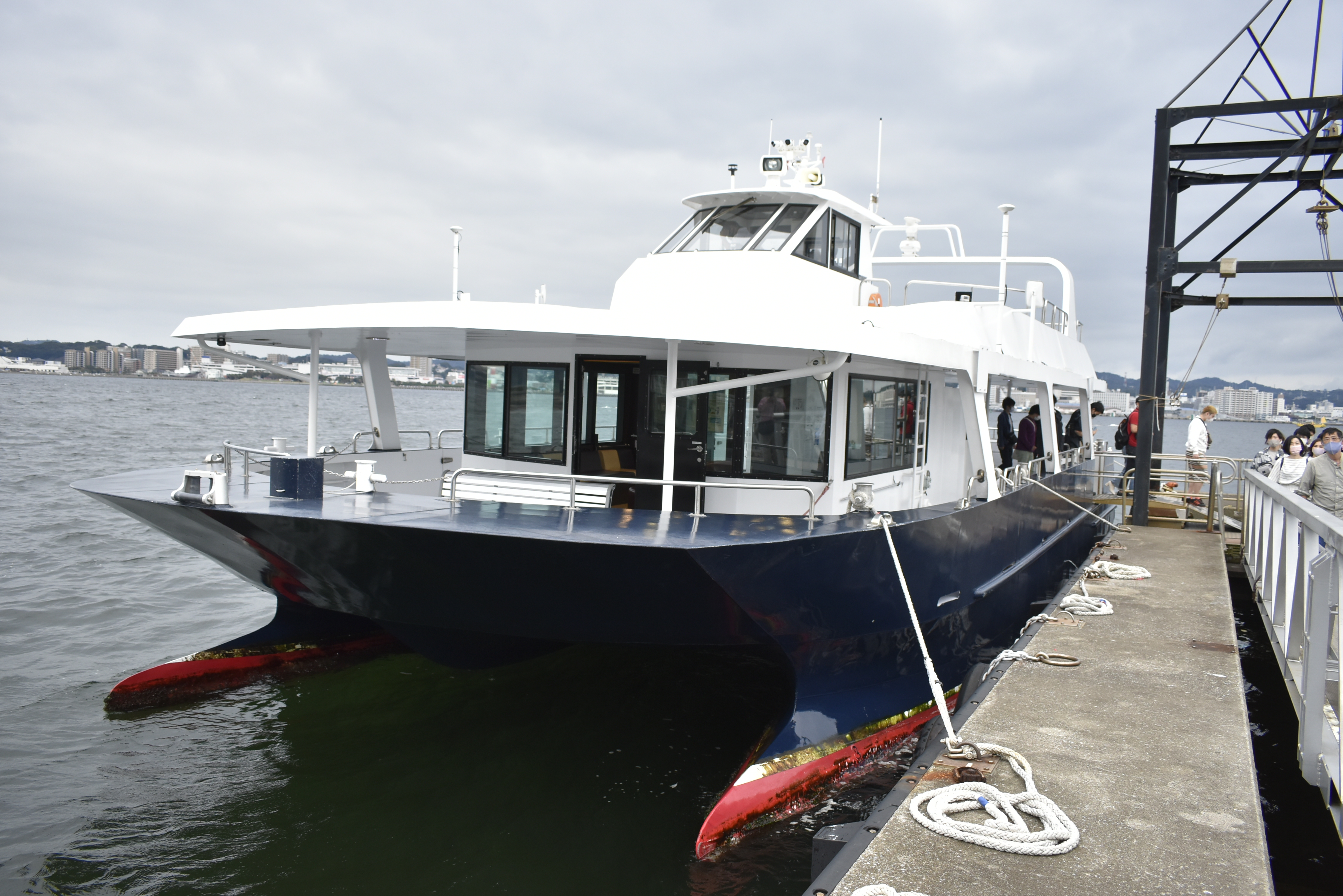
遊覧船（2021年10月）
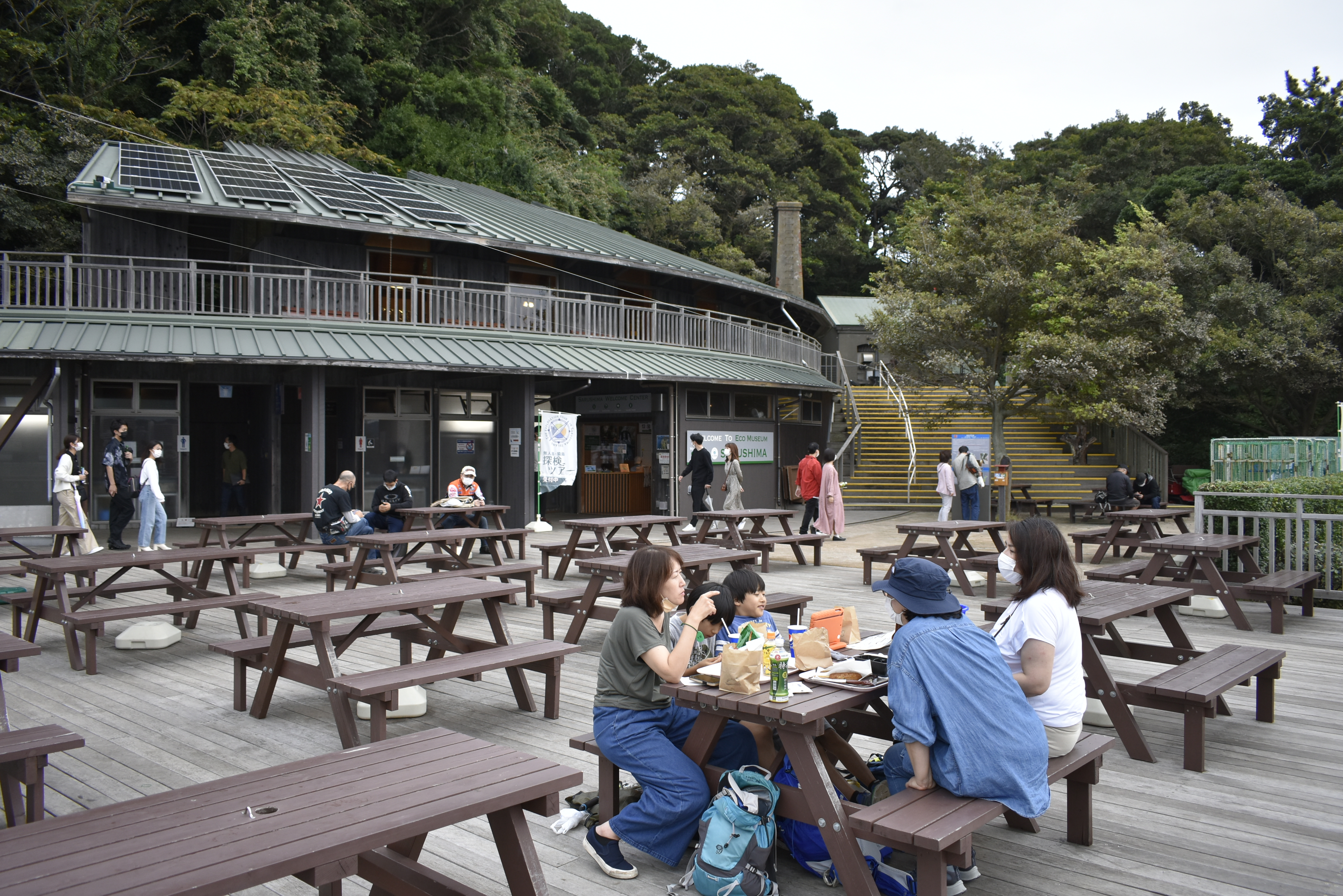
猿島ウエルカムセンター（2021年10月）
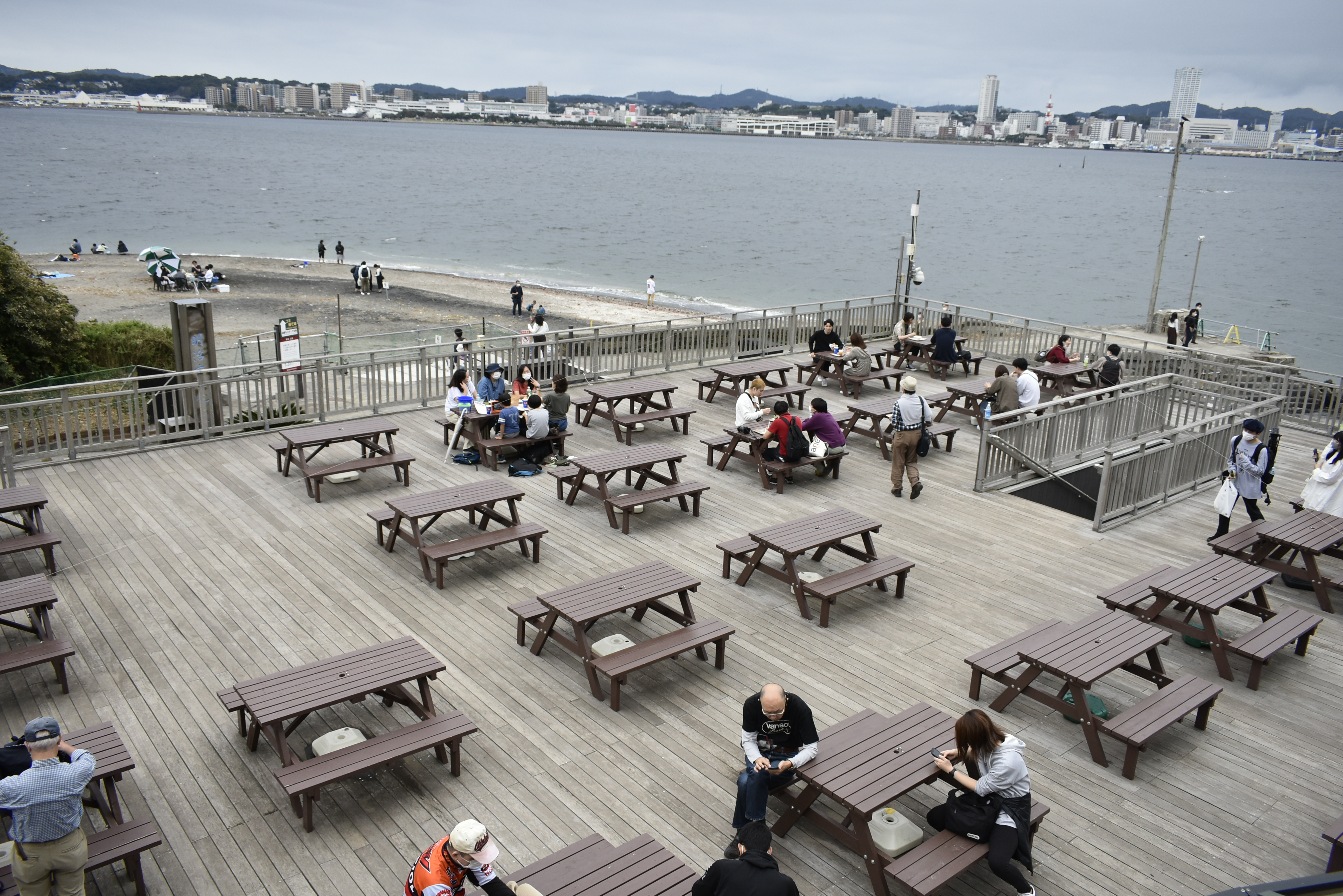
ボードデッキ（2021年10月）
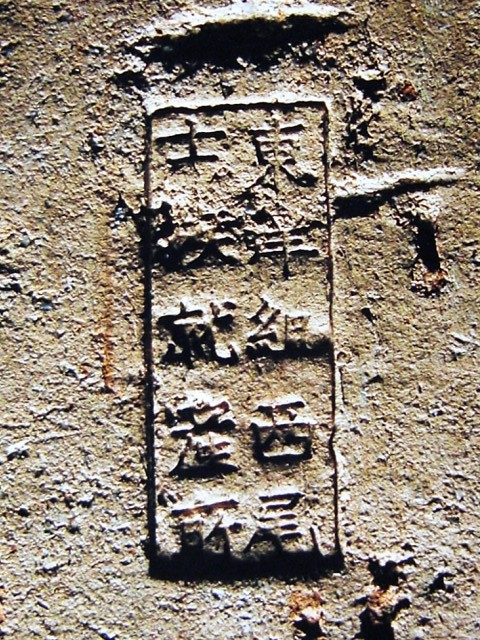
要塞建造に使用された東洋組煉瓦の刻印
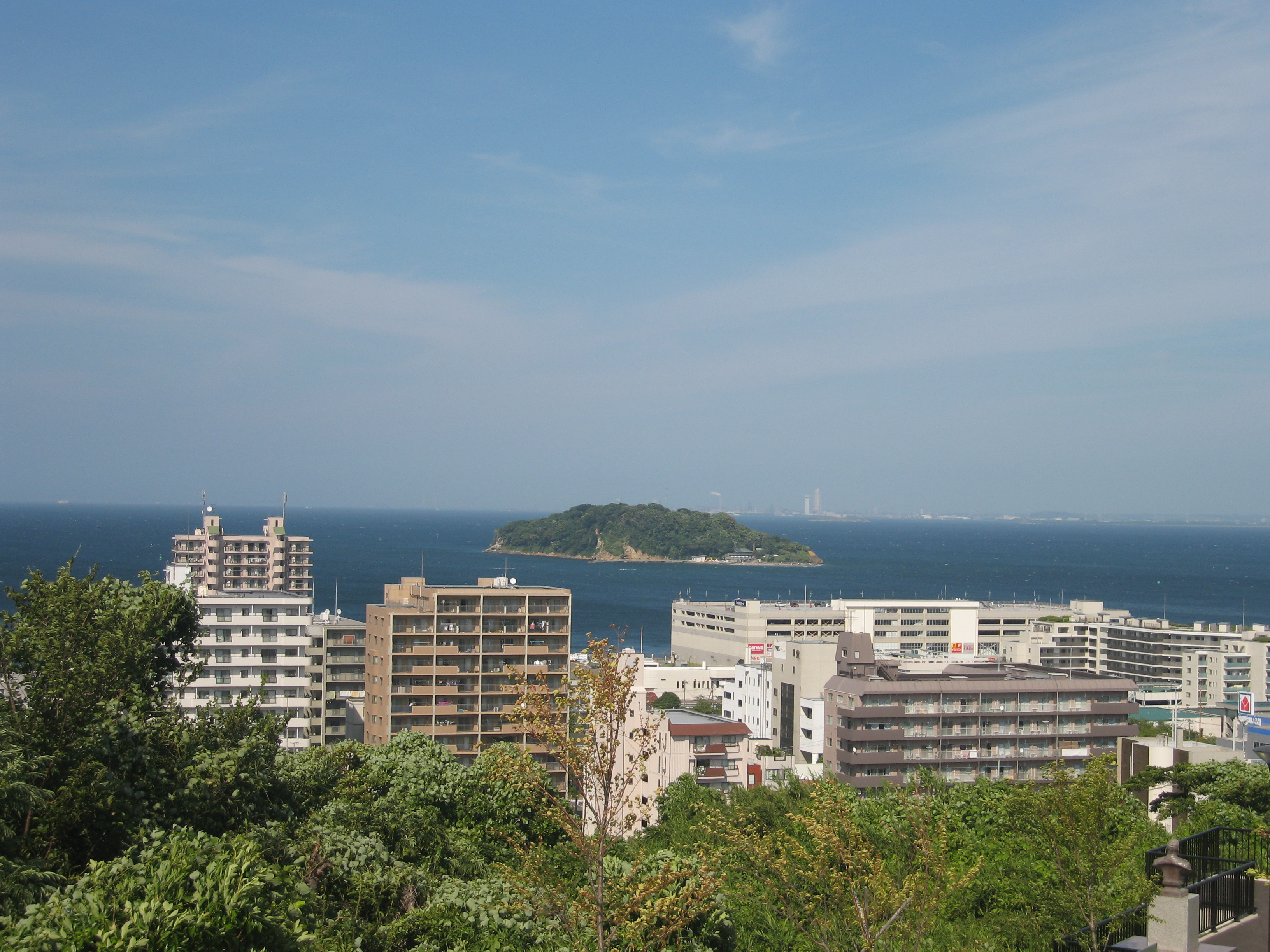
平和中央公園からの遠景